# Caldesia grandis
Caldesia grandis, vodenasta biljka iz porodice žabočunovki, rasprostranjena po Assamau, Bangladešu, dijelovima Kine (Guangdong, Hubei, Hunan), Tajvanu, Laosu).
Helofit, raste po močvarama i jezerima.